# Vindula
Vindula é um gênero de insetos da ordem Lepidoptera, família Nymphalidae e subfamília Heliconiinae, proposto por Francis Hemming em 1934, na obra New names for three Genera of Rhopalocera. É composto por quatro espécies de borboletas, encontradas na região indo-malaia e Oceania, com asas em tons de amarelo-escuro, castanho, laranja ou abóbora, em vista superior, onde se destacam pares de ocelos em cada asa posterior. Fêmeas de V. arsinoe, da Austrália, podem apresentar manchas em branco nas asas anteriores; enquanto machos de V. sapor as apresentam na região dos ocelos. Podem ser encontradas sugando umidade do solo, em grupos, ou sugando o néctar de flores. No passado estiveram inseridas na subfamília Nymphalinae dos Nymphalidae; e agora dentre os Heliconiinae. Apresentam características sexualmente dimórficas entre macho e fêmea e suas lagartas se alimentam de plantas dos gêneros Adenia, Passiflora e Hollrungia (família Passifloraceae). Seu tipo nomenclatural fora coletado em Amboina (ilhas Molucas) e descrito por Pieter Cramer, com a denominação de Papilio arsinoe,  em 1777; colocado no gênero Papilio.

A região indo-malaia é o habitat de duas espécies do gênero Vindula: V. erota e V. dejone.[1]
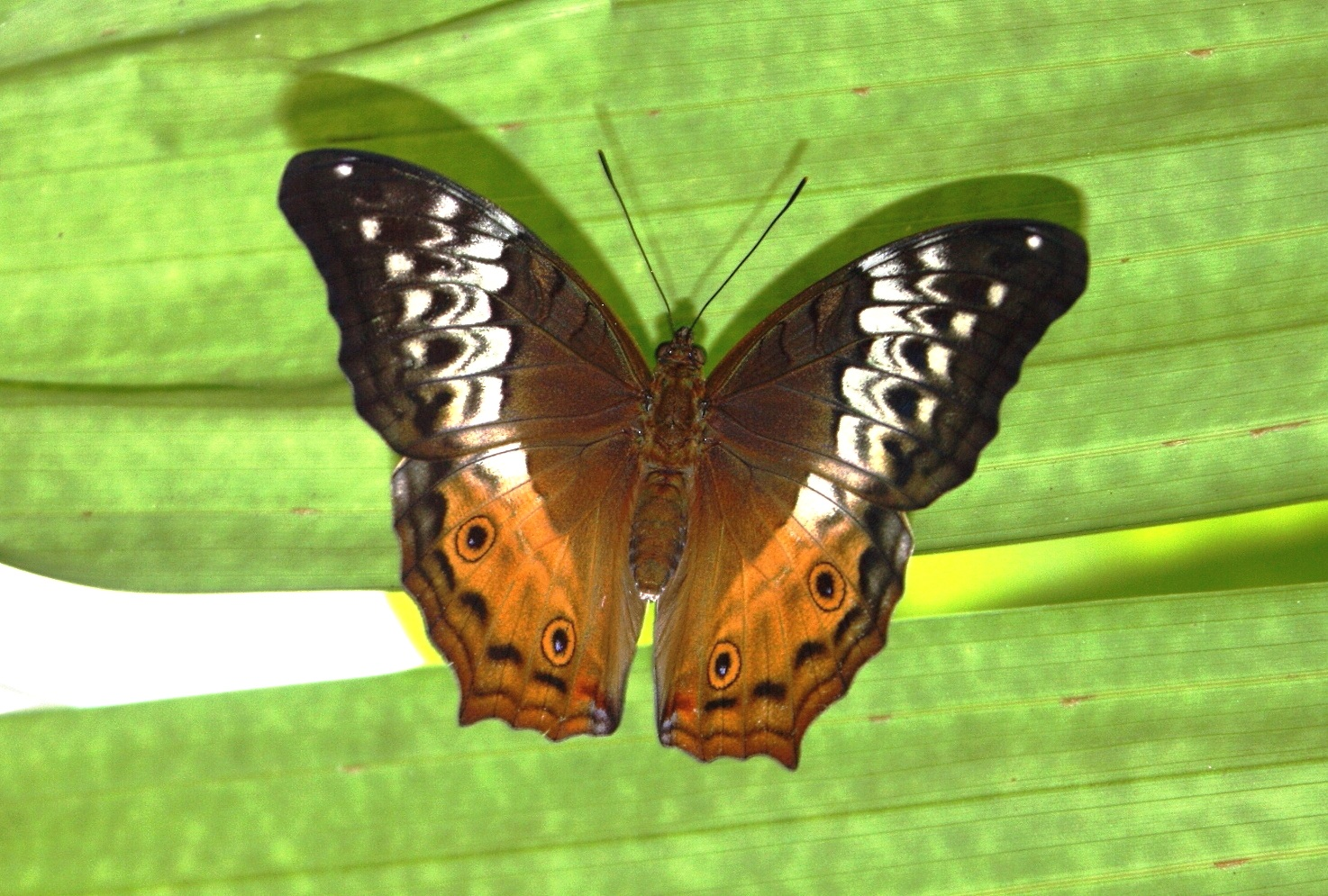
Fêmea de V. arsinoe em Queensland, Austrália, uma espécie da Oceania.
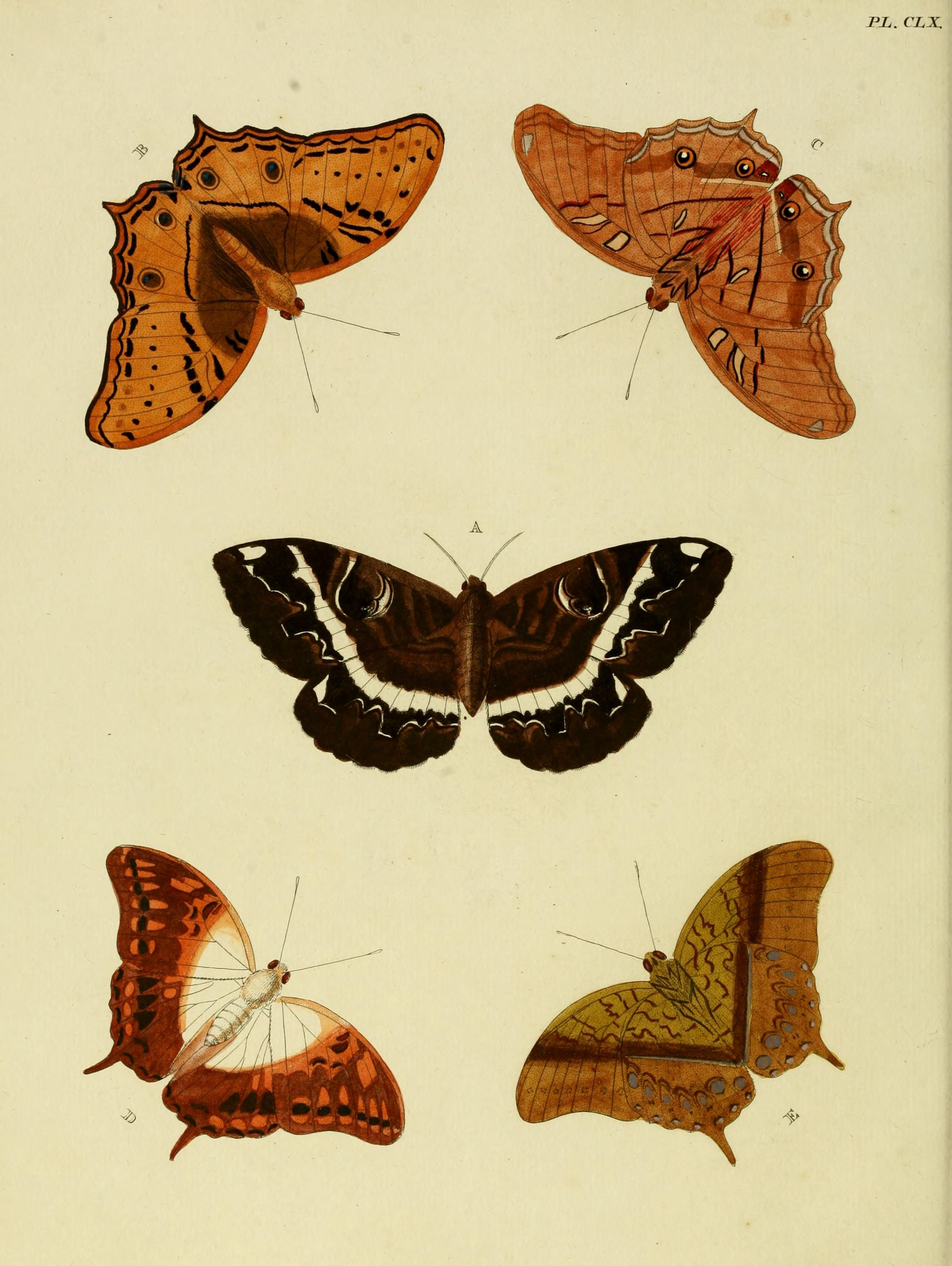
A gravura de Pieter Cramer com "Papilio arsinoe", em cima (vista superior e inferior).

## Espécies e distribuição
- Vindula arsinoe (Cramer, [1777]) - Espécie-tipo: Oceania.
- Vindula dejone (Erichson, 1834) Erichson's Cruiser - região indo-malaia
- Vindula erota (Fabricius, 1793) Cruiser - região indo-malaia
- Vindula sapor (Godman & Salvin, 1888) - Oceania; Melanésia.[1][4]